# Phaonia huanrenensis
Phaonia huanrenensis este o specie de muște din genul Phaonia, familia Muscidae, descrisă de Xue în anul 1984. Conform Catalogue of Life specia Phaonia huanrenensis nu are subspecii cunoscute.